# Christian Schnug
Christian Schnug, född 28 januari 1891, var en tysk SS-Sturmbannführer. Under början av andra världskriget var han var inspektör för avdelningen Bromberg inom Volksdeutscher Selbstschutz, en paramilitär organisation bestående av folktyskar bosatta i Polen. På denna post var Schnug ansvarig för krigsförbrytelser som begicks mot den etniskt polska befolkningen.

## Utmärkelser
- Järnkorset av första klassen (första världskriget)
- Såradmärket i svart (första världskriget)
- Ärekorset
- SA:s idrottsutmärkelse
- Krigsförtjänstkorset av andra klassen med svärd
- SS-Ehrenring (Totenkopfring)